# Cathédrale de Reggio d'Émilie
La cathédrale de Reggio d'Émilie est la cathédrale de Reggio d'Émilie, en Italie. Elle est dédiée à l'Assomption de la Vierge Marie. Ancien siège épiscopal du diocèse de Reggio d'Émilie, elle est depuis 1986 celui du diocèse de Reggio d'Émilie-Guastalla.

## Histoire

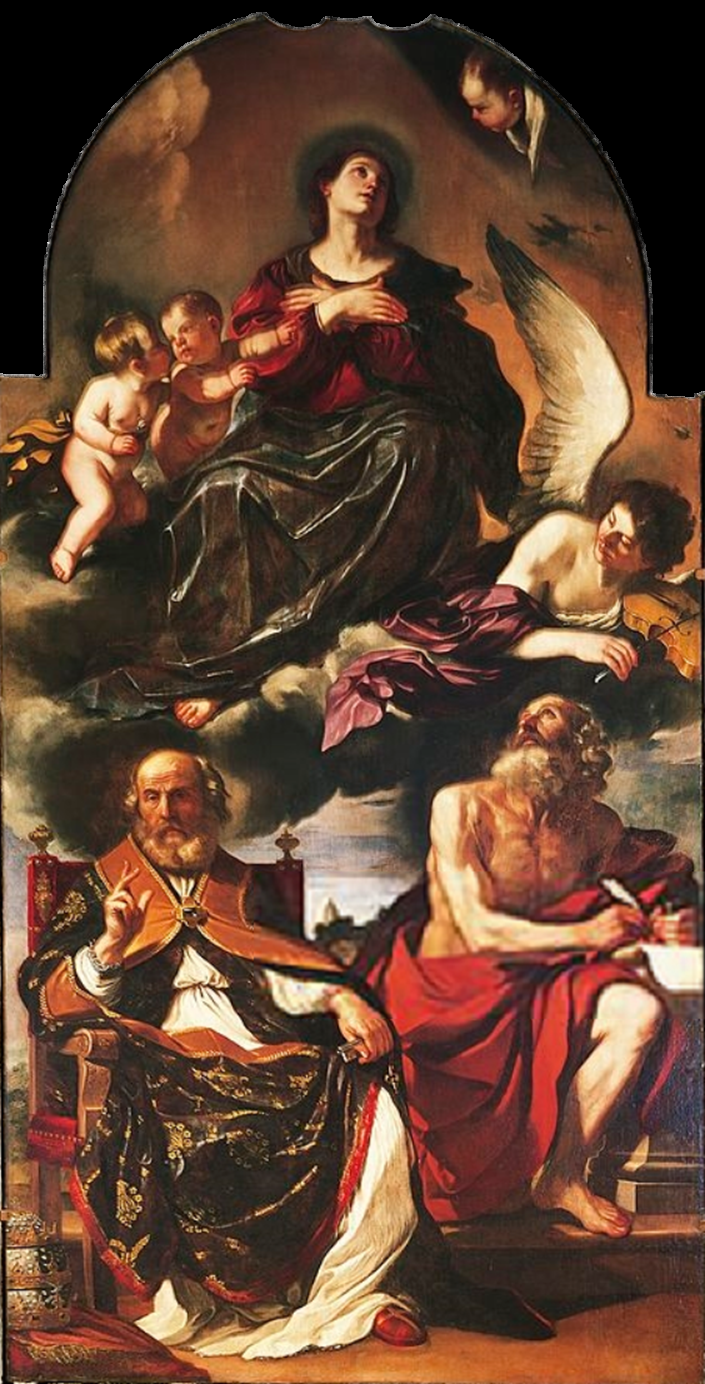
Assomption de la Vierge avec les saints Pierre et Jérôme, le Guerchin (1626).

Construite à l'origine dans le style roman, la cathédrale a été largement modifiée au cours des siècles suivants. La façade comportait à l'origine des fresques du XIIIe siècle, aujourd'hui conservées au musée diocésain.
En février 2009, il a été annoncé qu'un sol en mosaïque romaine rempli de scènes représentant des rites païens et des dieux orientaux avait été découvert sous la cathédrale. Le pavement de mosaïque, qui mesure 13 mètres carrés et date du IVe siècle après J.-C., a été mis au jour à une profondeur d'environ 4 mètres sous le sol lors de fouilles archéologiques dans la crypte. Le pavement est devenu une pièce importante du musée diocésain, qui expose également des fragments d'anciennes églises, remontant à l'époque de Mathilde de Toscane, et un bas-relief médiéval (le Christ sur le trône au milieu des anges), qui se trouvait à l'origine sur l'autel principal de la cathédrale. 
Depuis 1803, la dépouille de la bienheureuse Jeanne Scopelli repose dans la chapelle de Rangon, l'une des huit chapelles de la cathédrale. 

## Architecture
La façade actuelle est inachevée, avec un revêtement du XVIe siècle au niveau inférieur. Des pilastres entourent des niches contenant les statues des quatre saints patrons de la ville. Le portail principal est orné de deux statues d'Adam et Ève réalisées par Bartolomeo Spani dans un style influencé par Michel-Ange.
L'intérieur est en forme de croix latine et mesure 73,30 mètres de long. Il comporte trois nefs avec des arcs en plein cintre sur piliers et trois absides semi-circulaires. Au centre de la croix se trouve la grande coupole ; deux autres plus petites ornent les chapelles absidiales. Le transept et le chevet reposent sur la crypte.
Rénové en 1599 par l'architecte siennois Cosimo Pugliani, l'intérieur est un condensé de la sculpture de Reggio d'Émilie des XVe et XVIe siècles. Parmi les sculpteurs les plus importants, citons Bartolomeo Spani et Prospero Sogari dit il Clemente ; du premier, la cathédrale conserve de nombreux monuments sépulcraux et, dans le musée diocésain, les importants bustes-reliquaires des saints Crisant et Daria. 

## Galerie

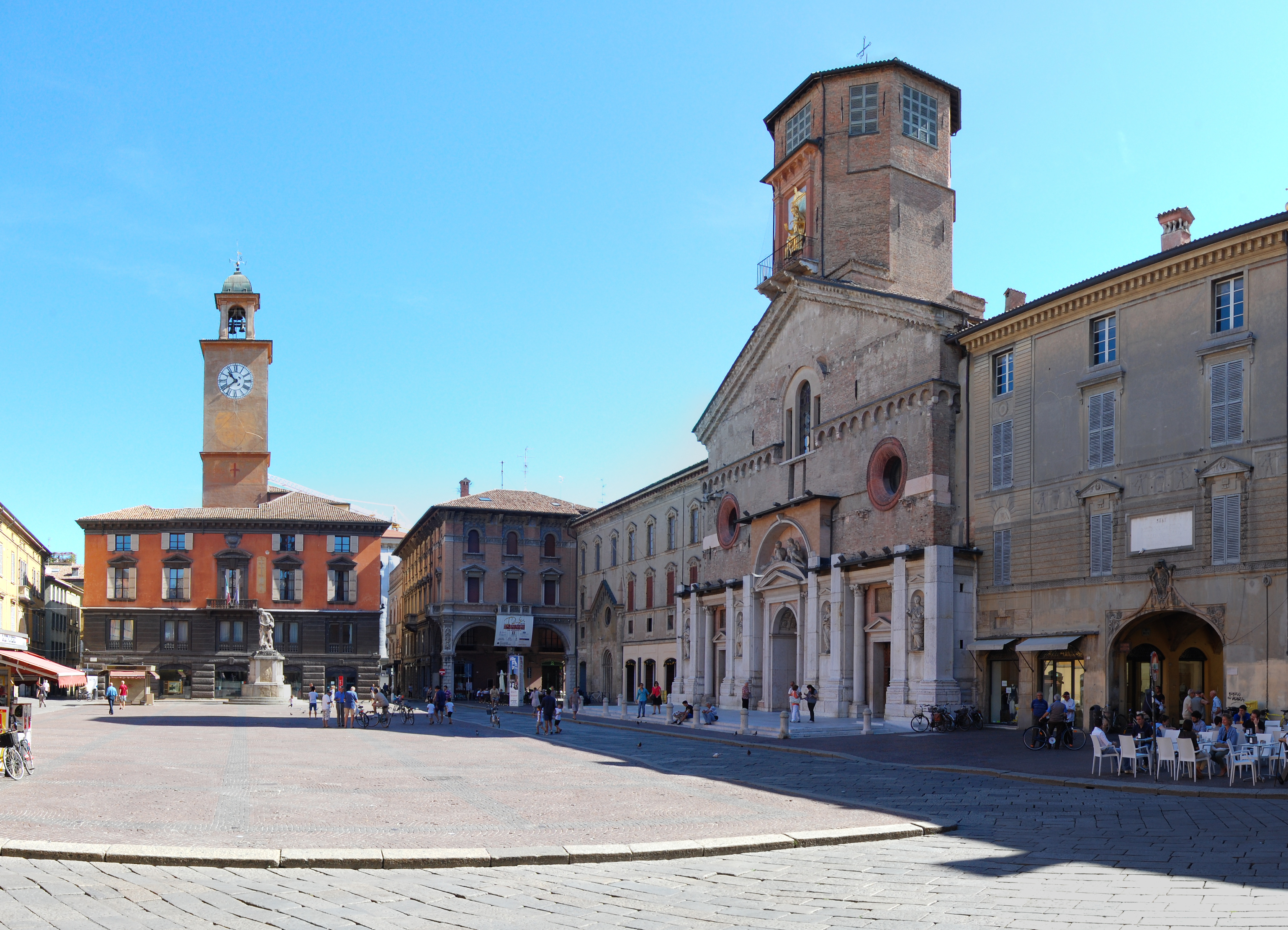
Vue d'ensemble avec la place de la Cathédrale (place Camillo Prampolini).
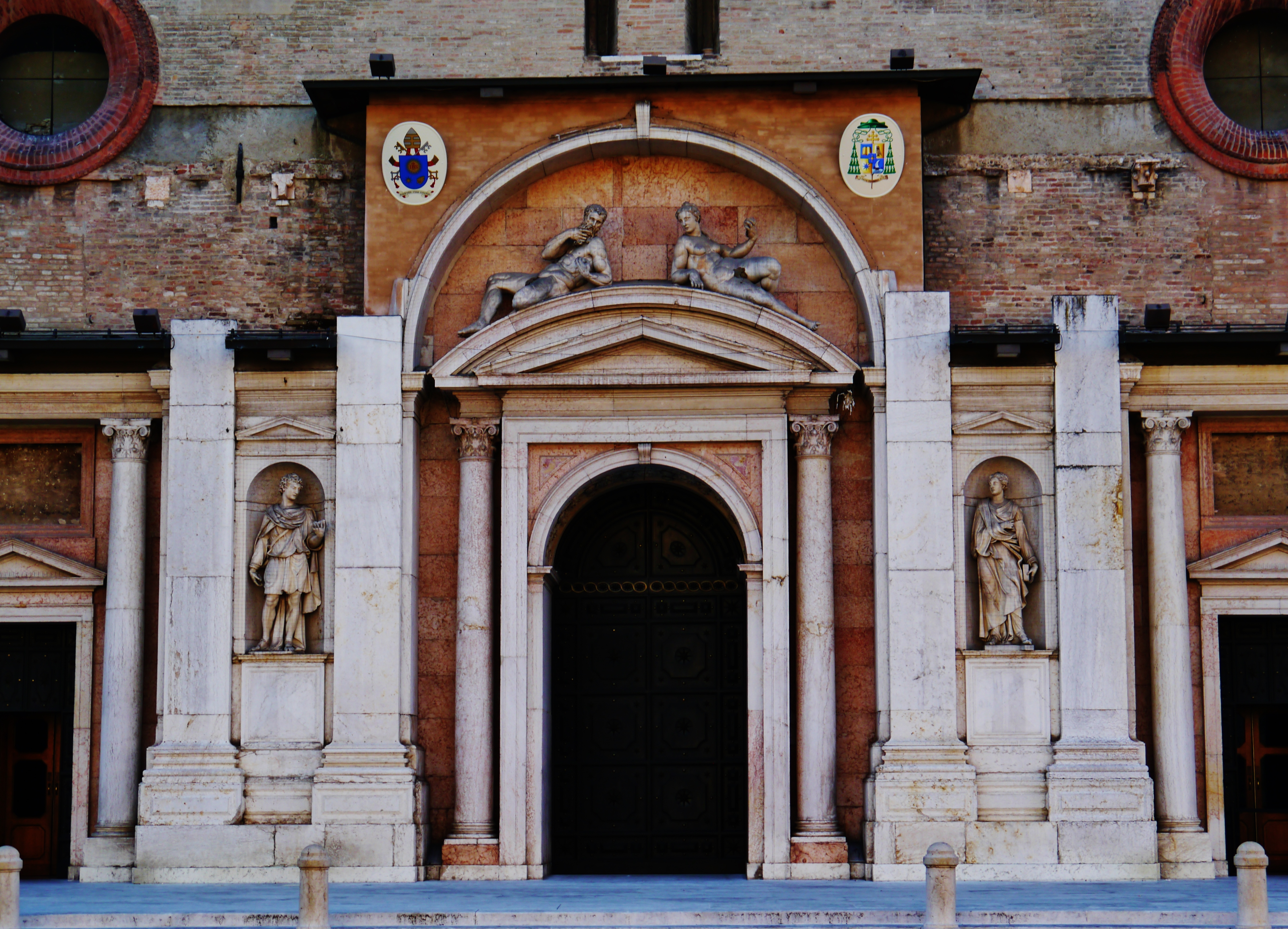
Le portail.
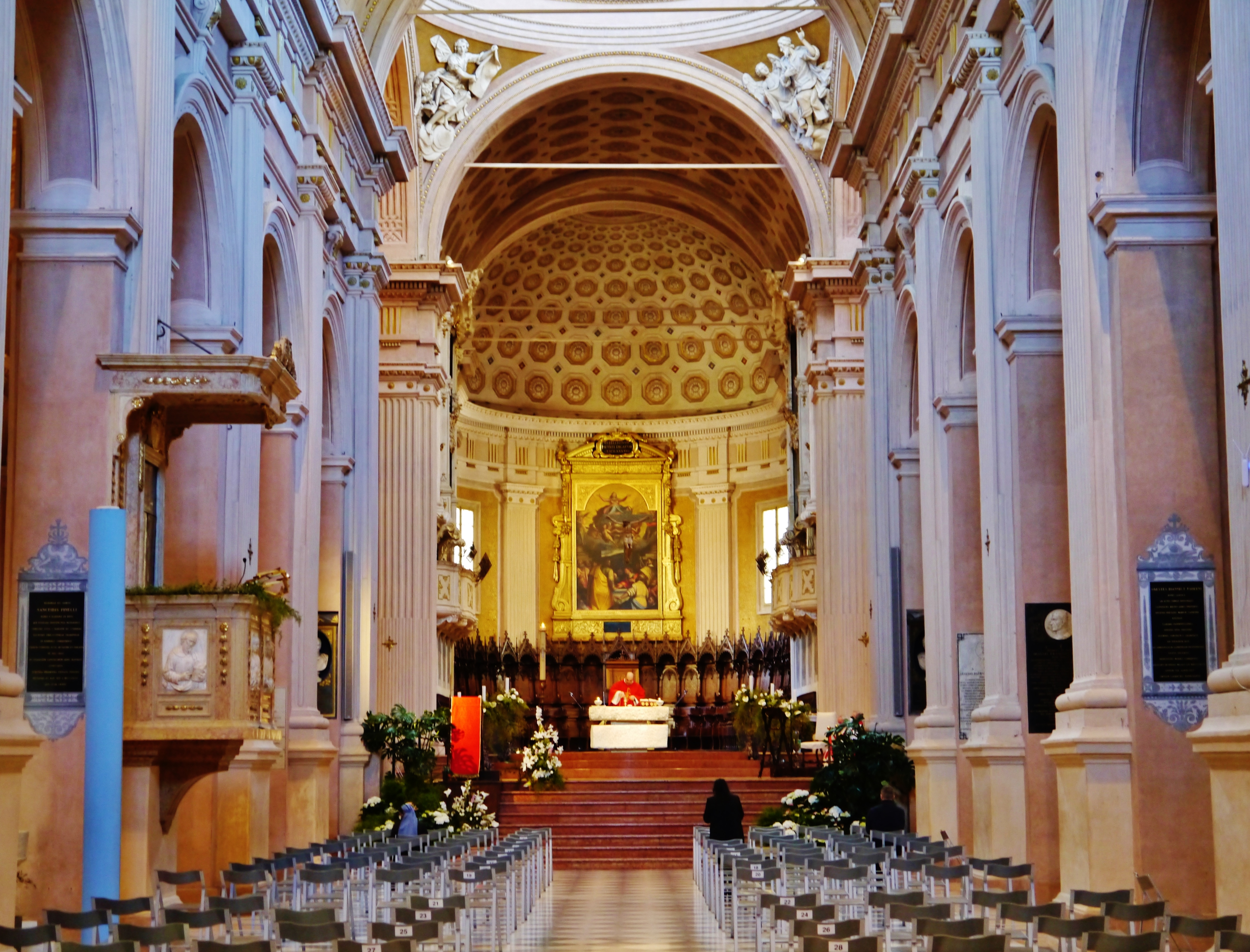
Une partie de la nef et le chœur.
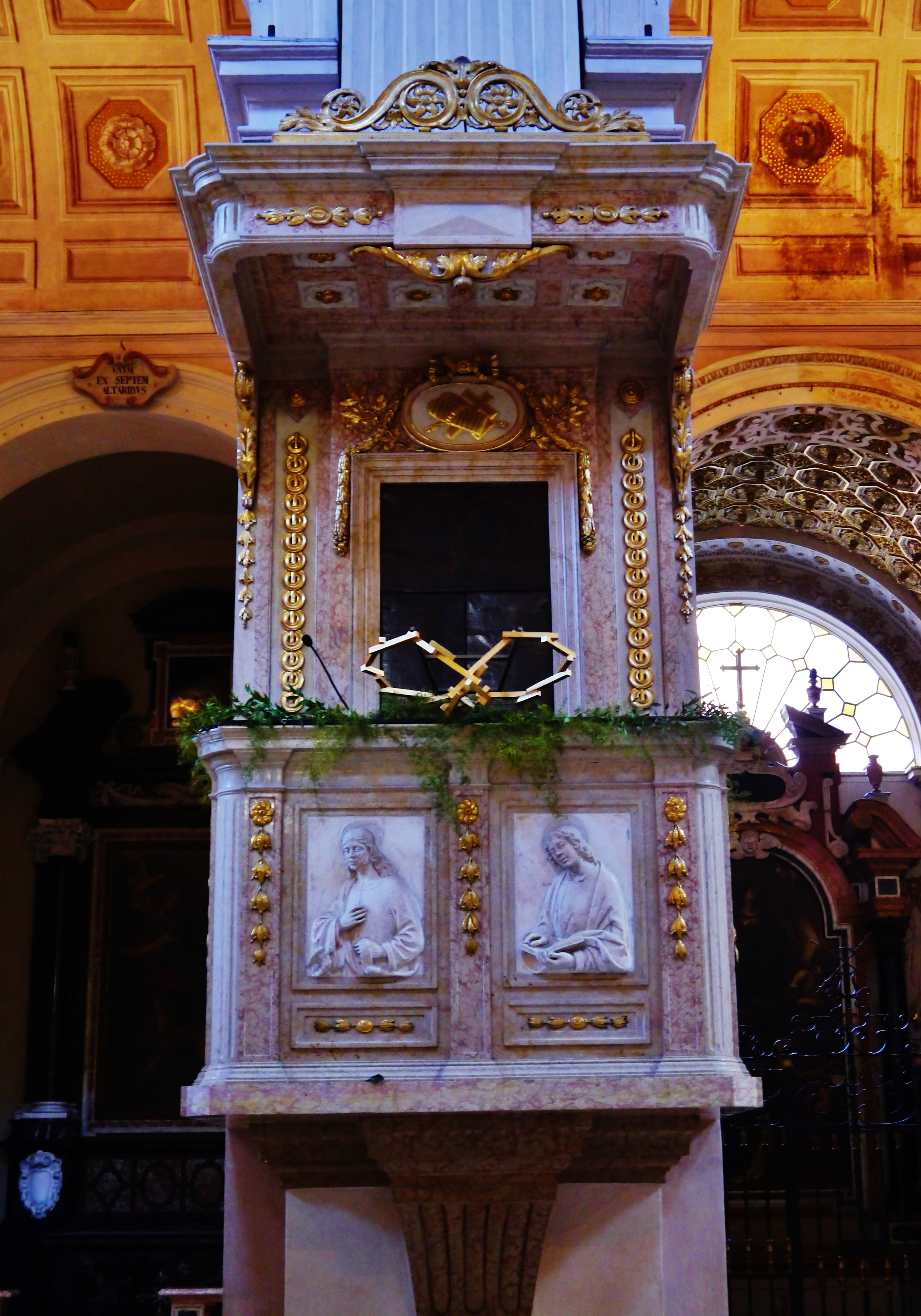
La chaire.

## Sources
- (en) Cet article est partiellement ou en totalité issu de l’article de Wikipédia en anglais intitulé « Reggio Emilia Cathedral » (voir la liste des auteurs).

- (it) Cet article est partiellement ou en totalité issu de l’article de Wikipédia en italien intitulé « Duomo di Reggio Emilia » (voir la liste des auteurs).

### Articles liés
- Diocèse de Reggio d'Émilie-Guastalla
- Liste des cathédrales d'Italie